# Chiếu sáng anh, sưởi ấm êm
Chiếu sáng anh, sưởi ấm em (tên khác: Chiếc bật lửa và váy công chúa) là một bộ phim Trung Quốc với sự tham gia của Trần Phi Vũ, Trương Tịnh Nghi. Phim được phát sóng trên nền tảng Youku với độ dài 36 tập kể về mối tình thanh xuân và trưởng thành của hai nhân vật chính Lý Tuân và Chu Vận.

## Nội dung chính
Chiếc Bật Lửa Và Váy Công Chúa kể về mối tình giữa thủ khoa khối tự nhiên của tỉnh Lý Tuân và cô nàng cán sự môn Chu Vận, trải qua biết bao sóng gió và biến cố khi trưởng thành thì cuối cùng hai người đã quay trở về với nhau.

## Diễn viên

### Diễn viên chính
- Trần Phi Vũ vai Lý Tuân
- Trương Tịnh Nghi vai Chu Vận

### Diễn viên phụ
- Triệu Chí Vỹ vai Cao Kiến Hồng
- Tăng Khả Ny vai Nhậm Địch
- Khương Tử Tân vai Phương Thư Miêu
- Thôi Vũ Hâm vai Phương Chí Tịnh
- Tiền Địch Địch vai Từ Lệ Na
- Cáo Huyền Minh vai Hầu Ninh
- Mã Khả vai Điền Tu Trúc
- Hồ Văn Huyên vai Phó Nhất Trác
- Trương Hy Lâm vai Đổng Tư Dương
- Đồ Tùng Nham vai Chu Quang Ích
- Triệu Tử Kỳ vai Lưu Ái Lâm
- Từ Khiết Nhi vai Lý Lam
- Điền Lôi Hy vai Trương Hiểu Bội
- Vạn Quốc Bằng vai Ngô Mạnh Hưng
- Lưu Dị vai Trương Phóng
- Tào Dương vai Tiểu Lục Tử
- Khải Kiệt vai Triệu Đằng
- Bách Trí Kiệt vai Đôn Thế Kiệt
- Lý Kiến Nghĩa vai thầy Lâm

## Nhạc phim
1. Falling you - Tăng Khả Ni ft Đô Trí Vân
2. Vòng tuần hoàn tình yêu - Tôn Hàm
3. Pháo hoa - Châu Thâm
4. Nói dối - Viên Á Duy
5. Ở giữa - Bành Sở Việt
6. Đỏ nhạt - Trần Tuyết Nhiên
7. Thanh xuân đặc biệt - Trần Tuyết Nhiên
8. Falling for you - Tăng Khả Ni
9. Em nói rằng em không trả được - Tào Dương
10. Vài bông hoa ấy - Phác Thụ
11. Quốc vương và kỵ sĩ - Trần Tuyết Nhiên
12. Forever young - Phác Thụ
13. Upside down - Trần Tuyết Nhiên